# Spastic Ink
Spastic Ink – amerykańska grupa muzyczna wykonująca skomplikowaną technicznie odmianę progresywnego heavy metalu. Powstała w 1993 roku w San Antonio w stanie Teksas w USA. Obecnie działalność grupy jest zawieszona.

## Muzycy
- Pete Perez - gitara basowa (1993-2004)
- Ron Jarzombek - gitara elektryczna (1993-2004)
- Bobby Jarzombek - perkusja (1993-2004)

## Dyskografia
- Ink Complete (1995, Demo)
- Spastic Ink (1995, demo)
- Ink complete (12, sierpnia 1997, Avalon Japan)
- Ink Compatible (2 kwietnia 2004, EclecticElectric)